# Nechtan (mitologia irlandesa)
Na mitologia irlandesa, Nechtan era o pai e/ou marido de Boann. Pode também ser Nuada sob outro nome, ou seu culto pode ter sido substituído pelo de Nuada. Somente a ele e a seus três "portadores da taça" era permitido visitar o Poço de  Segais, no qual nove castanheiras sagradas deitavam suas nozes portadoras de sabedoria. Quando Boann visitava o poço, ele transbordava e a perseguia até a costa, formando o rio Boyne.
O nome Nechtan é talvez um cognato do deus romano-britânico Nodens, ou do deus  romano Netuno, e dos deuses persa e védico que compartilham o nome  Apam Napat. Pode também ser cognato da entidade sobrenatural sueca Näcken, que habita próxima de poços e fontes.
Nechtan ou Nectan tornou-se um nome celta comum e grande número de personagens históricas e lendárias o ostentam.